# Hardened Aircraft Shelter

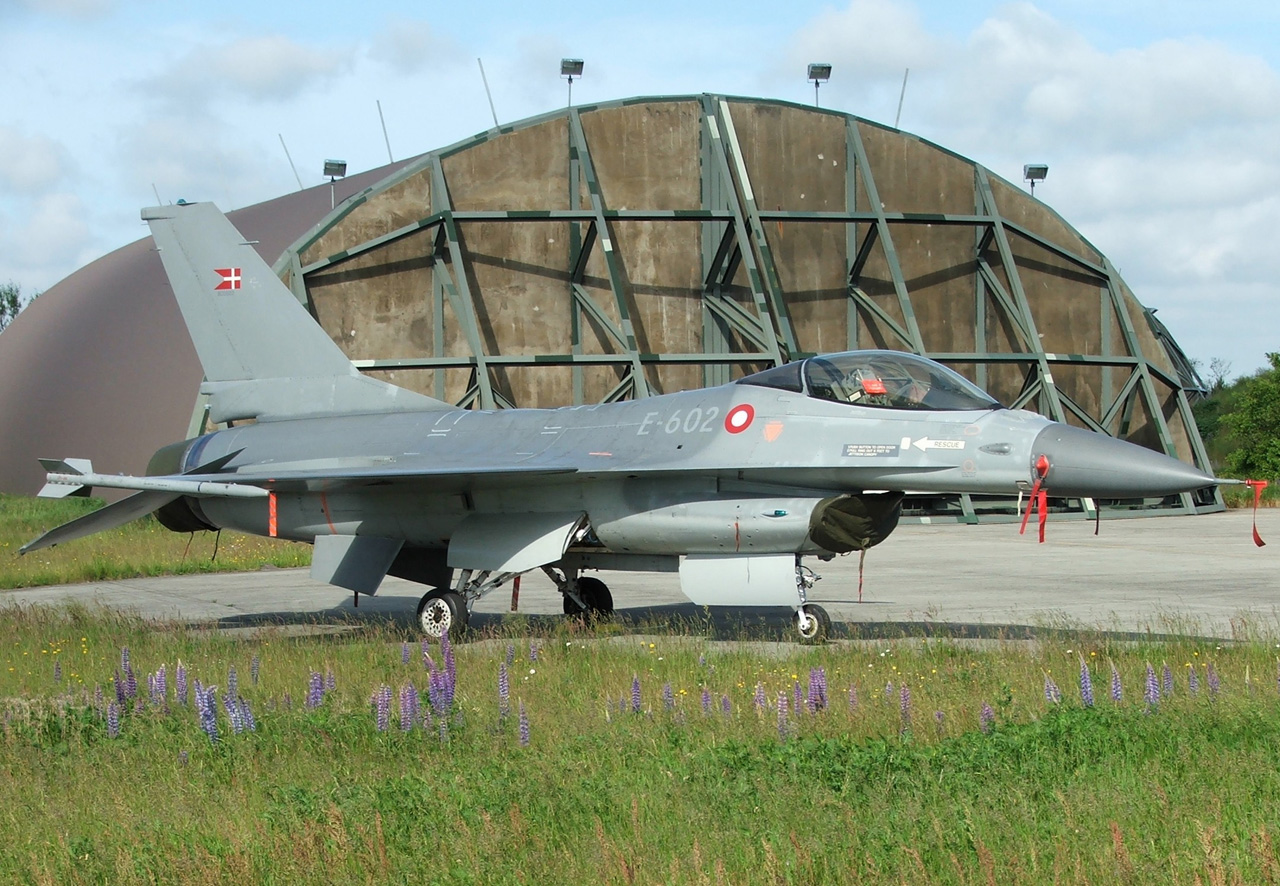
Dänische F-16 vor einem HAS

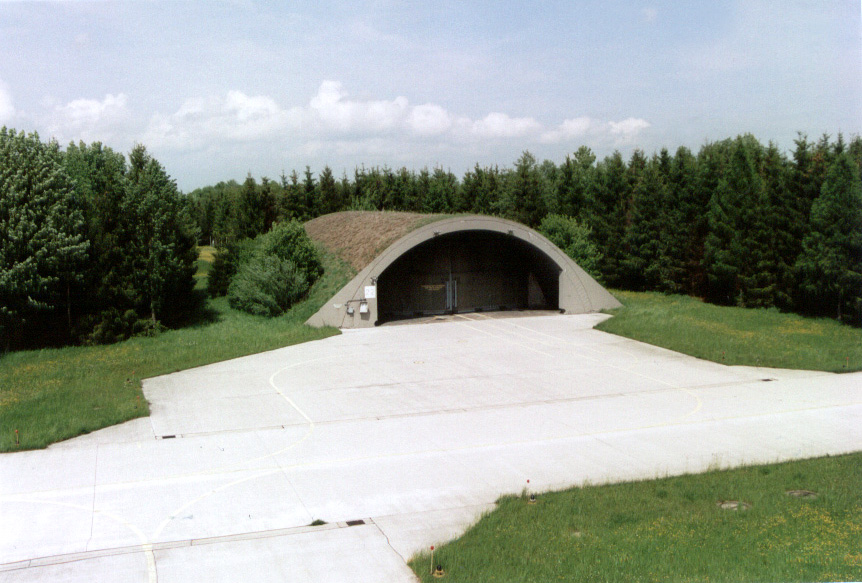
Deutscher Sheltertyp

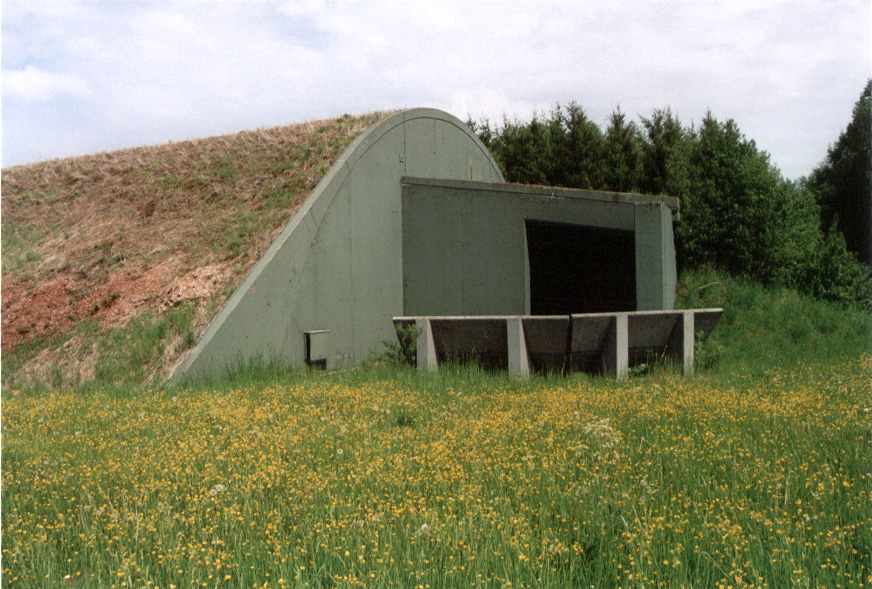
Abgasauslass, Tornado-Version

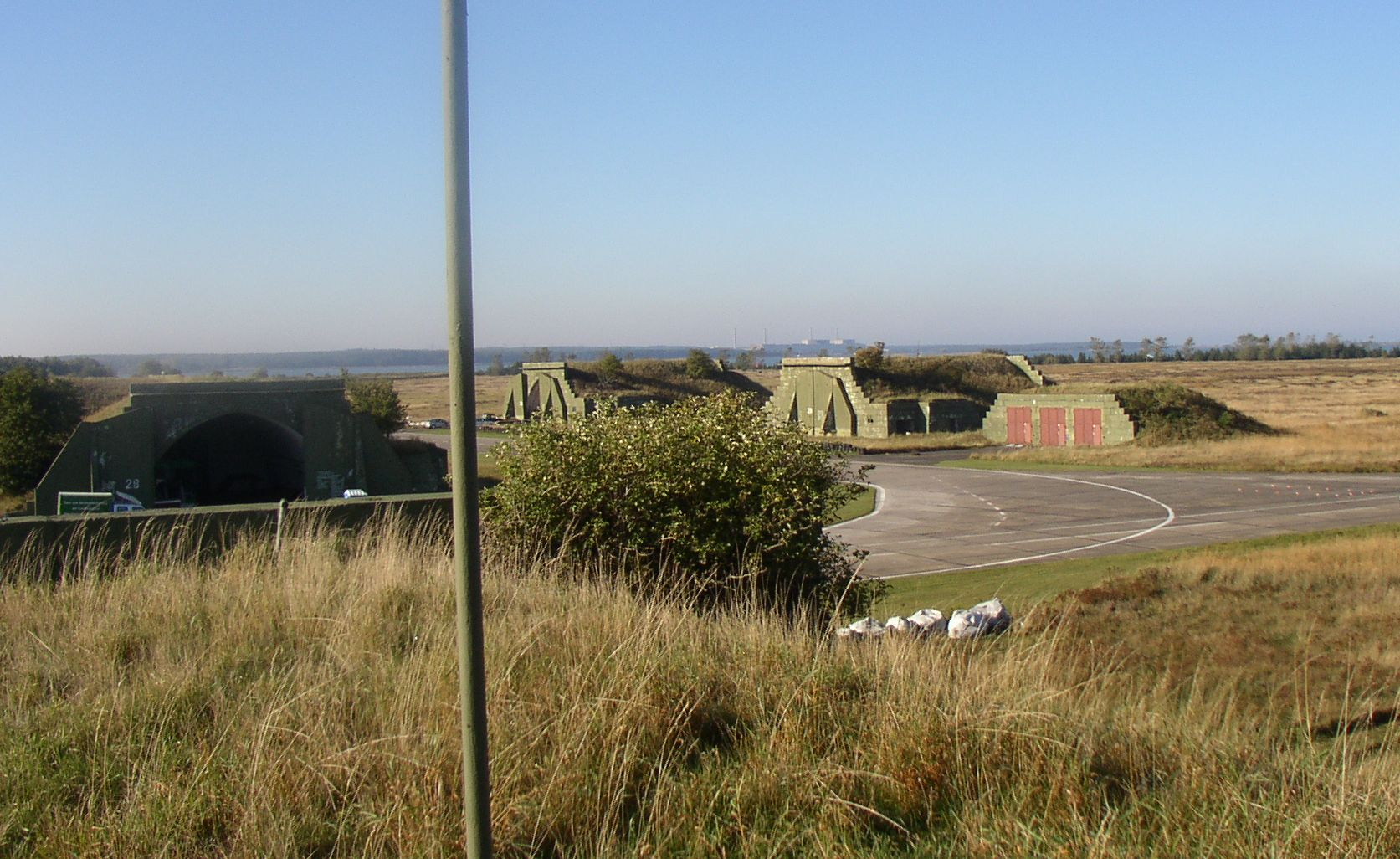
JG-9, NVA-Flugplatz Peenemünde
(MiG-Shelter Typ GDF, links 1 × offen, rechts 2 × geschlossen, ganz rechts Munitionsbunker)

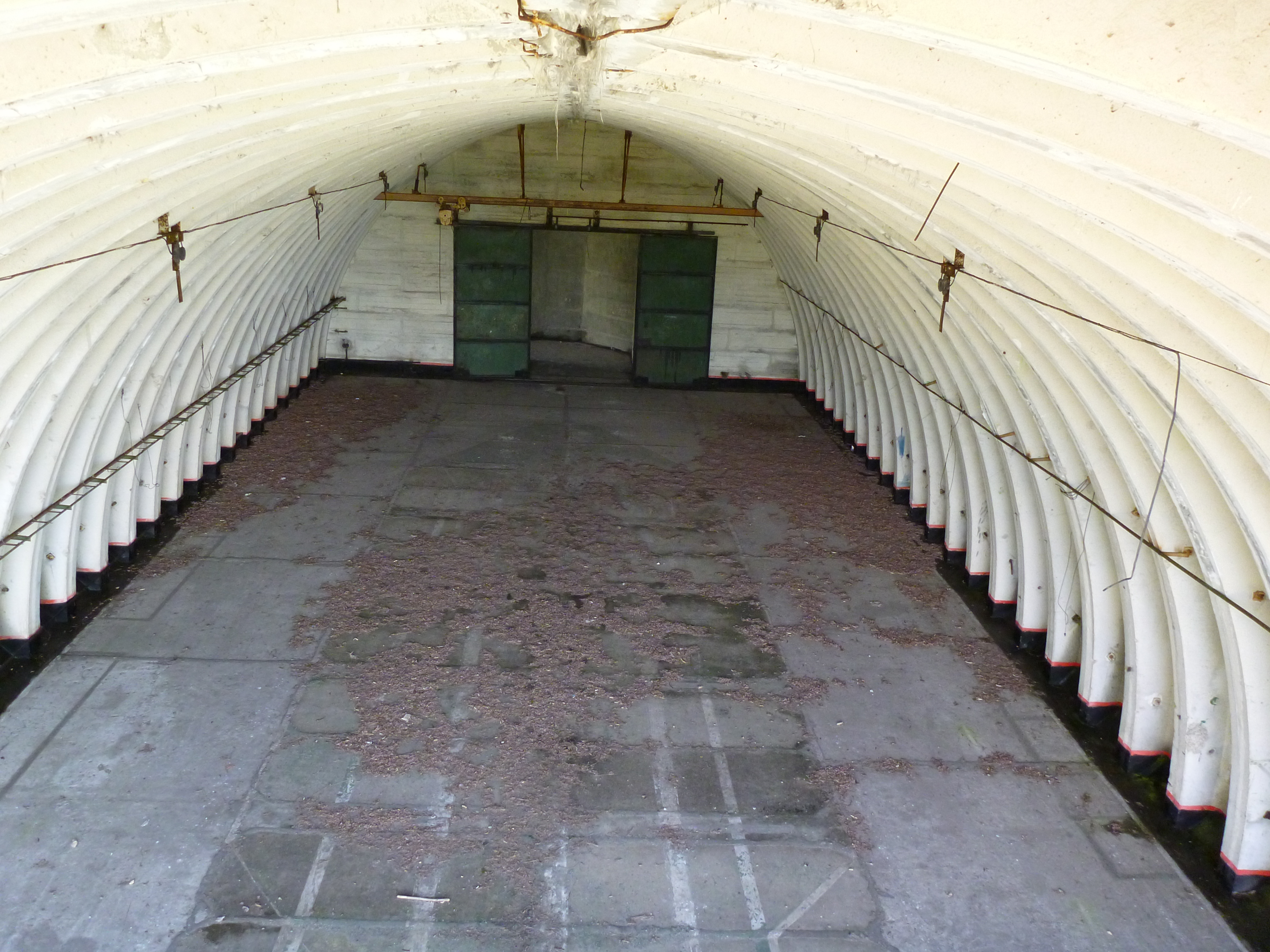
Bogendeckung (engl. Abk.: HAS) mit Viertelkreisfertigteilen aus Stahlbeton auf dem Lausitzflugplatz

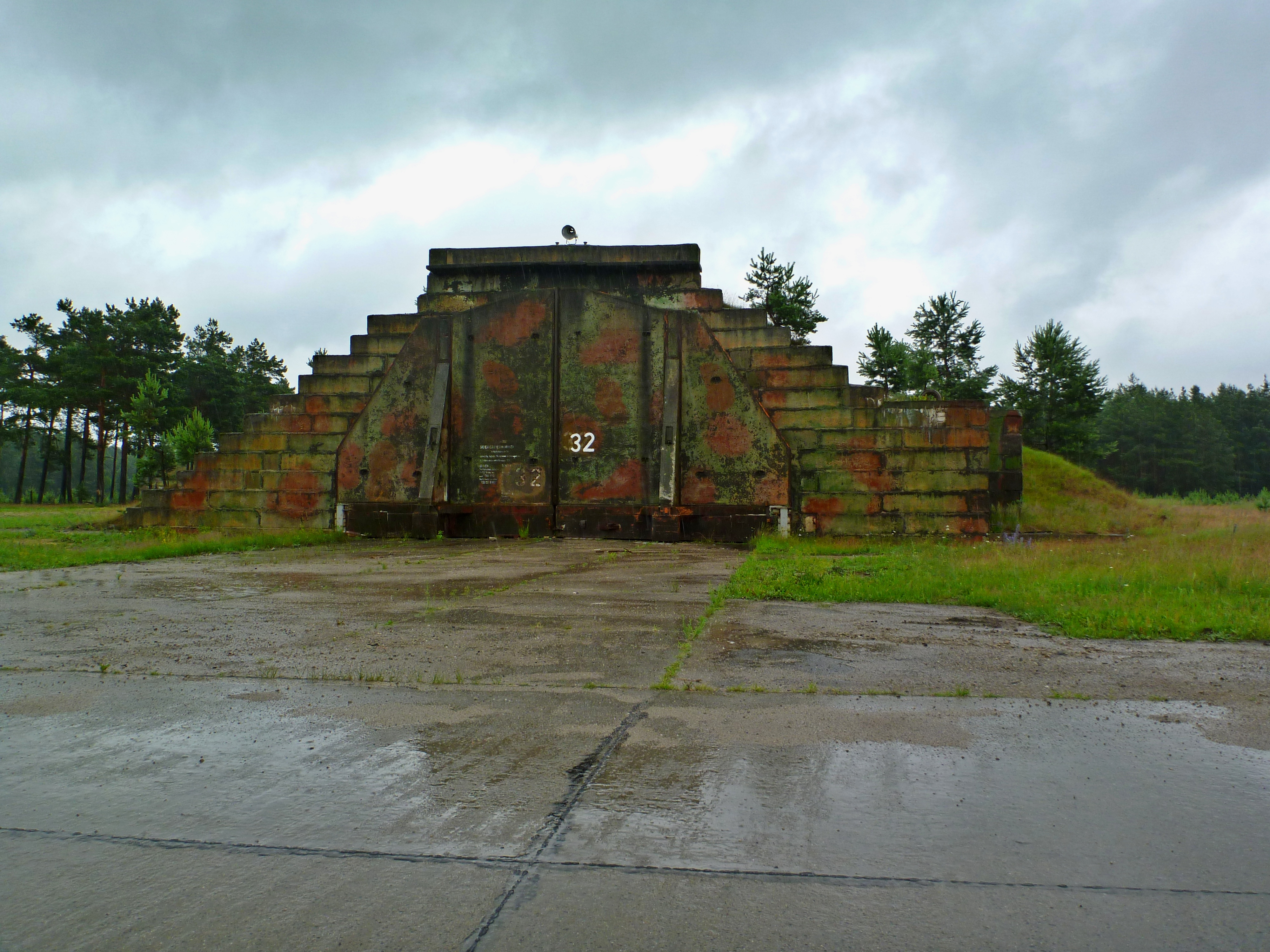
Von der NVA errichteter GDF-12 auf dem ehemaligen Flugplatz Preschen. GDF steht für Geschlossene Deckung Flugzeug, die Zahl gibt die Breite in Metern an

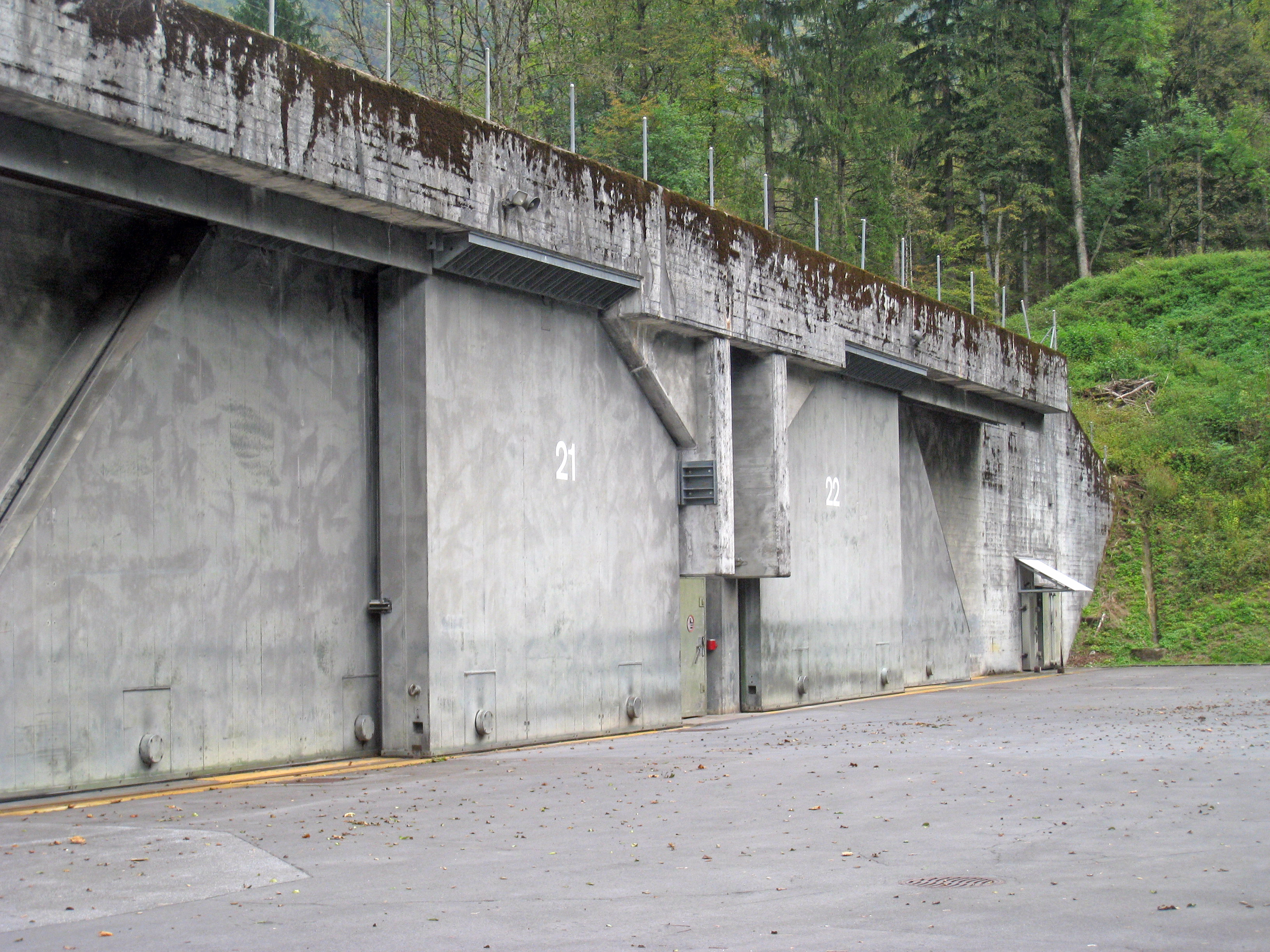
Geschlossener Unterstand vom Typ U-72 auf dem Flugplatz Mollis (für vier Flugzeuge)

Mit Hardened Aircraft Shelter (HAS, kurz auch nur Shelter, deutsch Flugzeugschutzbau, abgekürzt FSB) wird ein mittels Stahlbetongewölbe und Panzertoren armierter Flugzeugbunker, üblicherweise für Kampfflugzeuge, bezeichnet. Dieser kann zur optischen Tarnung mit Erde bedeckt und grasbewachsen sein. Mit derartigen Unterständen sind die Kampfflugzeuge vor Treffern leichter Fliegerbomben und Splittern hinreichend geschützt.

## Geschichte
Bereits im Zweiten Weltkrieg zeigte sich die große Verwundbarkeit am Boden stehender, ungeschützter Flugzeuge gegen Luftangriffe, so zum Beispiel bei den japanischen Angriffen auf Pearl Harbor. Bereits damals gab es in einigen Ländern Bestrebungen, Militärmaschinen z. B. in Flugzeugkavernen sicher unterstellen zu können.
In der Sowjetunion begann Ende der 1950er-Jahre im Kaliningrader Werk 2 die industrielle Produktion von Fertigteilen für „Bogendeckungen“. 1962 wurde bei der Auswertung von US-amerikanischen Luftbildaufnahmen auf Kuba ein erster sowjetischer Shelter identifiziert. 1968 wurden Handelsschiffe gesichtet, die mit Fertigbau-Elementen für die Gruppe der Sowjetischen Streitkräfte in Deutschland beladen waren. Die ersten dieser Bauten entstanden im selben Jahr auf dem Flugplatz Köthen. In den folgenden Jahren wurden sowjetische Flugplätze auf dem Gebiet der DDR bis 1989 mit etwa 800 Sheltern ausgestattet.
Die Entwicklung der heutigen Hardened Aircraft Shelter ist auf Erfahrungen aus dem Jahre 1967 zurückzuführen: Zu Beginn des Sechstagekriegs neutralisierten Präventivschläge der israelischen Luftstreitkräfte gegen ägyptische Militärflugplätze nahezu die gesamte ägyptische Luftwaffe. Der durchschlagende Erfolg offenbarte, dass bereits ein einziges Kampfflugzeug mit seiner Munition in der Lage war, die auf einem gegnerischen Militärflugplatz aufgereiht stehenden aufgetankten und aufmunitionierten Militärflugzeuge innerhalb weniger Sekunden zu beschädigen oder zu zerstören. Die nachfolgenden Sekundärexplosionen sowie die entstehende Hitze verstärkten hierbei die Zerstörungswirkung weiter. Um dem zu begegnen, wurden aus Stahlbeton bestehende Flugzeugunterstände für jeweils ein oder zwei Kampfflugzeuge nahe den Rollbahnen oder Pistenenden errichtet.
Einige Luftstreitkräfte gingen einen Schritt weiter, indem sie nicht nur Flugzeugunterstände errichteten, sondern zusätzlich die gesamte für die Wartung benötigte Infrastruktur vor Luftangriffen schützten. So wurden Stollen in Berge getrieben und Flugzeugkavernen geschaffen. So haben die albanischen, taiwanischen und chinesischen Luftstreitkräfte sowie die Luftwaffen der Schweiz und Schwedens solche Kavernenanlagen in Betrieb genommen. Nach dem Ende des Kalten Krieges wurde jedoch ein Großteil dieser Anlagen in Schweden, Albanien und der Schweiz stillgelegt.

## Typen
Shelter wurden sowohl für einzelne als auch für mehrere Kampfflugzeuge gebaut, wobei die von jugoslawischen Firmen für die irakische Luftwaffe erstellten technisch auf dem höchsten Niveau sind. Über den gleichen Standard verfügen jene Shelter, die für die USAF in der Al Udeid Air Base in Katar gebaut wurden. Diese sind jedoch auf Satellitenfotos nur für geübte Beobachter erkennbar.
Die meisten Shelter sind so gebaut, dass sie im hinteren Bereich über Tore und Abgasumleitungen verfügen, sodass die Kampfflugzeuge ihre Triebwerke im Schutz der Shelter starten können. Somit können sie bei Alarmstarts aus den Sheltern auf die Startbahnen rollen.
Auf Fliegerhorsten der deutschen Luftwaffe gibt es drei verschiedene Generationen von Sheltern. Der gängige Sheltertyp verfügt über zwei unterschiedliche Abgasauslässe. Auf den Flugplätzen, auf denen das Waffensystem Tornado geflogen wird, kommt ein kastenförmiger Auslass zum Einsatz; auf den anderen Luftwaffenstützpunkten werden halbrunde Auslässe verwendet.
Darüber hinaus unterscheiden sich die beiden Versionen durch einen zusätzlichen etwa 30 cm hohen Ausschnitt am oberen Ende der Sheltertüraussparung bei der Tornado-Variante.
Der Fliegerhorst Jever bildet eine Ausnahme gegenüber den anderen Luftwaffe-Fliegerhorsten, da sich auf ihm der NATO-Standardsheltertyp (TAB-VEE) befindet.
Teilweise werden in ausreichendem Abstand Erdwälle vor den Toren bis zur Shelterhöhe aufgeschüttet, um Explosionsdruckwellen und Splitter sowie direkte Treffer auch bei geöffneten Toren vom Inneren des Shelters und dem Flugzeug abzuhalten.
Um Explosionen in der Umgebung die Druckwirkung zu nehmen, gibt es in Israel und Saudi-Arabien einen weiteren Sheltertyp. Diese sind rund sechs Meter tief in den Erdboden eingelassen, sodass die Shelterdecke mit ausreichender Erdüberdeckung bodeneben ist. Ein Rollweg zweigt ab und gleitet über eine Rampe in eine  vertiefte Mulde. Dort befinden sich beidseitig rund drei bis vier Shelter nebeneinander. Teils sind zwei Mulden als Rollwege vorhanden und mittig ein Wall vorhanden, um direkten Treffern die Druckwirkung zu entziehen. Diese Art von Sheltern ist auf Satellitenbildern leicht ersichtlich.

## Nutzerstaaten
NATO
- Deutschland
- Niederlande
- Dänemark
- USAF Europe
- Großbritannien
- Frankreich
- Norwegen
- Italien
- Griechenland
- Türkei

Weltweit
- Ägypten
- Albanien
- China
- Indien
- Irak
- Iran
- Israel
- Katar
- Kroatien
- Kuwait
- Pakistan
- Russland
- Saudi-Arabien
- Serbien
- Schweiz
- Südafrika
- Syrien
- Taiwan

sowie Luftstreitkräfte weiterer Staaten

## Abriss
Für den reinen Abriss eines Shelters mit modernen Abrissmaschinen werden zwei bis drei Tage veranschlagt. Die Bodenplatte ist dabei noch nicht berücksichtigt. Meist kann diese als Fundament weiterverwendet werden. Falls nicht, so ist diese je nach verwendetem Abrissgerät in ein bis fünf Tagen ebenfalls restlos zerstört. Der dabei anfallende Bauschutt wird in Brechern soweit aufbereitet, dass er entweder für den Straßenbau oder als Zuschlag für Beton verwendet werden kann. Der verarbeitete Bewehrungsstahl und die rund 20 Tonnen schweren Stahltore werden als Stahlschrott verwertet.